# Psychotria melintangensis
Psychotria melintangensis är en måreväxtart som beskrevs av Rafaël Herman Anna Govaerts. Psychotria melintangensis ingår i släktet Psychotria och familjen måreväxter. Inga underarter finns listade i Catalogue of Life.